# Пухка планета

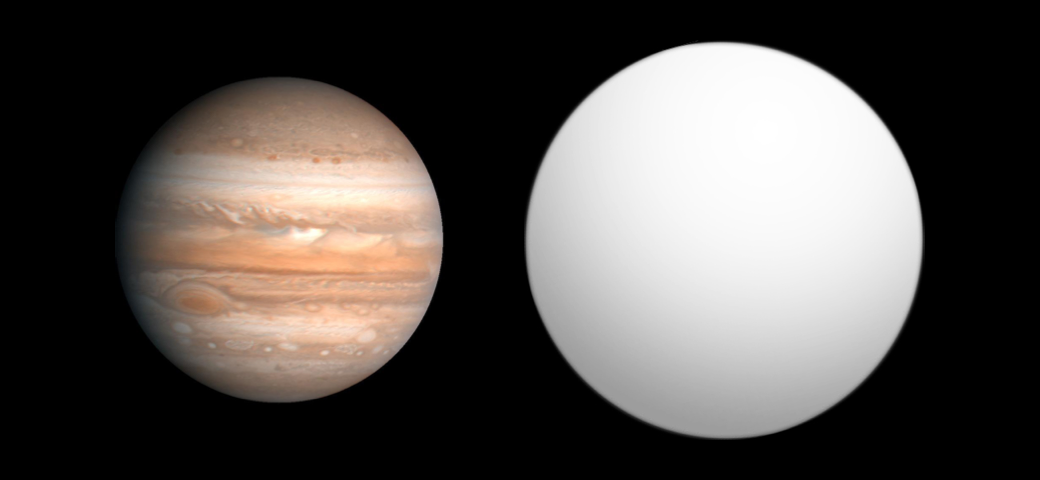
Юпітер і екзопланета HAT-P-1b в порівнянні за розмірами.

Пухка планета (англ. puffy planet) — клас планет, газових гігантів, густина яких менше 0,5 грам/см³. Для порівняння: густина Юпітера  1,326 грам/см³, Землі —  5,5 грам/см³.

## Загальний опис
Планети, які належать до класу гарячих юпітерів, розширюються у безпосередній близькості до материнської зірки. Гарячий Юпітер знаходиться від своєї зірки на відстані близько 0,05 а.о., тобто на порядок ближче, ніж Меркурій від Сонця (http://www.shvedun.ru/stjsncheapl.htm [Архівовано 22 квітня 2009 у Wayback Machine.]). Якщо маса планети вдвічі менша за масу Юпітера, то її розігрів поблизу зірки настільки великий, що вона своєю гравітацією не може втримати свою атмосферу і саму себе від розширення. При такому розширенні планету оточує хмара газу і пилу. 
Важкі планети (понад 2 мас Юпітера) пухкими не є, оскільки гравітація планети не дозволяє їй розширюватися, незважаючи на розігрів. 
Чим менша маса газового гіганта, тим нижча необхідна температура для того, щоб планета стала пухкою.

## Відомі пухкі планети
Типовими представниками такого виду екзопланет є HAT-P-1b, COROT-1b, TrES-4, і WASP-17b. Ці планети відкриті так званим транзитним методом (при проходженні планети через диск материнської зірки). 
На сьогодні найбільш розрідженою (тобто з найменшою густиною) є планета WASP-17b. Її маса близько 0,5 маси Юпітера, але розміри приблизно вдвічі перевищують розміри Юпітера. Середня густина цієї екзопланети 0,1 грам/см³, що нижче густини пінопласту.

## Зауваги до термінології
Стійкого терміна щодо цього класу екзопланет ще немає. Китайською мовою їх називають 气胀行星 («Планета з атмосферою, яка розширилася»). Англійською — «fluffy-planet». Термін «пухка планета» запропонований в  [Архівовано 19 серпня 2007 у Wayback Machine.]. Часто у літературі можна зустріти описове терміносполучення: «планета з малою густиною» ( [Архівовано 3 грудня 2009 у Wayback Machine.],  [Архівовано 17 січня 2008 у Wayback Machine.]).